# トリスタ
株式会社トリスタは、「ニコニコ漫画」と「読書メーター」を運営しているKADOKAWAグループの書籍プロモーションに関わっていた戦略会社。2021年に株式会社ブックウォーカーに吸収合併される形で解散した。

## 沿革
- 2008年8月 - Webサービス「読書メーター」などの企画・開発・運営する目的で株式会社トリスタを設立。
- 2009年2月 - ゲームを管理・共有する「ゲームメーター」をリリース[3]。
- 2011年
  - 4月 - 旅行写真共有サービス「旅コレ」をリリース[4]。
  - 6月 - ソーシャル音楽共有サービス「音楽メーター」をリリース[5]。
- 2014年9月 - 株式会社ドワンゴの完全子会社となる[6]。
- 2017年
  - 8月 - 株式会社ドワンゴの「ニコニコ静画」を中心とした出版関連のITサービスを運営する会社として経営体制を刷新。
  - 9月 - 株式会社Labitから本のフリマアプリ「ブクマ！」を譲受。
  - 9月 - 「読書メーター」「ニコニコ静画（書籍、漫画、イラスト）」「ブクマ！」を運営するとともに、株式会社KADOKAWAの「ComicWalker」へのシステム提供を開始。
- 2018年
  - 4月1日 - 株式会社ドワンゴからニコニコ漫画事業を吸収分割により譲受[7]。
  - 4月1日 - 株式会社ブックウォーカーの完全子会社となる[8]。
- 2021年
  - 10月1日 - 株式会社ブックウォーカーへ吸収合併され解散[9]。

## サービス一覧
- ニコニコ漫画
- 読書メーター

### 終了したサービス
- ゲームメーター - 2017年5月30日サイト閉鎖
- 旅コレ ※2017年5月30日サイト閉鎖
- 音楽メーター - 2017年5月30日サイト閉鎖
- 鑑賞メーター[10]
- ブクマ! - 2019年12月3日終了